# Polyrhachis hexacantha
Polyrhachis hexacantha är en myrart som först beskrevs av Wilhelm Ferdinand Erichson 1842.  Polyrhachis hexacantha ingår i släktet Polyrhachis och familjen myror. Inga underarter finns listade i Catalogue of Life.